# Sommecaise
Sommecaise – miejscowość i gmina we Francji, w regionie Burgundia-Franche-Comté, w departamencie Yonne.
Według danych na rok 1990 gminę zamieszkiwały 212 osoby, a gęstość zaludnienia wynosiła 14 osób/km² (wśród 2044 gmin Burgundii Sommecaise plasuje się na 699. miejscu pod względem liczby ludności, natomiast pod względem powierzchni na miejscu 638.).